# Balticgruppen
Balticgruppen är samlingsnamnet för en lång rad företag som främst ägnar sig åt ägande och förvaltning av fastigheter. Sedan Krister Olsson bildande företaget 1987 har gruppen utvecklats till det största privata fastighetsbolaget i Umeå. Balticgruppen ägs av Jonas Olsson.
Några av de större affärerna har rört köpet av pappersmassaindustrin Sofiehem Pulp och av det gamla sjukhusområdet på Umedalen 1987, köpet av Ålö AB (där man var huvudägare 1993–2002 och fortfarande äger 25 procent), och etablerandet av köpcentret Strömpilen 1998 (som man sedan sålde merparten av till finska Citycon 2007).

## Fastighetsägandet i Umeå
Balticgruppen äger ett 20-tal fastigheter i centrlala Umeå, bland annat galleriean i kvarteret Utopia mellan Vasaplan och Rådhustorget. Genom hotell-, restaurang- och konferenskoncernen Blå Huset äger företaget bland annat Sävargården, och fastigheter med verksamheter i och kring Väven, som Stora Hotellet, Gotthards krog, U&Me Hotel med konferensanläggningen P5, Kulturbageriet, samt kafeet Kajen.
Förutom hel- eller delägarskap i ovan nämnda fastigheter äger Balticgruppen även IKSU spa, Sävargården, Östra Station och Uminova-husen vid Umeå universitet. 
År 2009 bildade Balticgruppen ett gemensamt fastighetsbolag tillsammans med Västerbottens-kuriren. Bolaget innehöll initialt ett fastighetsbestånd värt 1,7 miljarder kronor. Merparten av beståndet kom från fastigheter som Balticgruppen tidigare ägt själva.

### Konstnärligt campus
Åren 2009–2011 uppförde Balticgruppen området Konstnärligt campus vid Umeå universitet, där det förutom Designhögskolan ryms nya byggnader för Arkitekthögskolan, Bildmuseet och Konsthögskolan. 2015 sålde Balticgruppen hälften av sitt ägande i Konstnärligt campus till det nybolaget Campus X i Umeå AB, som samägs med Wallenberg Foundations AB.

### Bostäder
De flesta bostäder som företaget förvaltar i Umeå finns på Umedalen, Marielund och Tvistevägen nära Umeå universitets campus  där det med Wallenberg samägda bolaget Campus X åren 2016–2025 byggt drygt 1 200 studentlägenheter.

### Väven-projektet
År 2011 bildade Balticgruppen ännu ett gemensamt fastighetsbolag, Väven i Umeå AB, tillsammans med Umeå kommun. Bolaget uppförde 2011–2014 byggnaden Väven – som dels rymmer kulturinstitutioner som Umeå stadsbibliotek och Folkets Bio, dels hotell som drivs av Balticgruppen – som sammanbyggts med det intilliggande Stora hotellet.
Två 25-åriga hyresavtal tecknades där kommunen förband sig att hyra 15 000 kvadratmeter under 25 år och Balticgruppen att hyra 7 700 kvadratmeter i 25 år. Hyresgästerna ska betala en kallhyra som varje år ska uppräknas med inflationen och som initialt per år ska uppgå till nio procent av byggkostnaden. Hyresavtalet med Umeå kommun innebär en intäkt för Balticgruppen på 189,8 miljoner kronor (7 592 000 kronor per år).

## Sponsring av lokal kultur, sport, utbildning och forskning
Sedan 1994 har Balticgruppen varit huvudsponsor för den permanenta och vartannat år utökade konstutställningen Umedalen skulptur.
I december 2007 beviljade bolaget Umeå universitet en hyresrabatt om 90 miljoner kronor för lokaler som universitetet tecknat hyresavtal med Balticgruppen om att hyra, vilket enligt dåvarande rektorn Göran Sandberg är en unikt stor gåva. I december 2009 meddelade bolaget även att de ger Umeå kommun 20 miljoner kronor under förutsättning att kommunen fattar beslut om att anställa ungdomar för 20 miljoner.
2010 gick Balticgruppen också in som sponsor av idrottsföreningarna IF Björklöven och Umeå IK.

## Priser och utmärkelser (i urval)
- 2002 Umeå kommuns företagspris[23]